# جاناتان گلدشتاین (هنرپیشه)
جاناتان گلدشتاین (انگلیسی: Jonathan Goldstein؛ زادهٔ ۴ دسامبر ۱۹۶۴) یک هنرپیشه اهل ایالات متحده آمریکا است. وی از سال ۱۹۸۹ میلادی تاکنون مشغول فعالیت بوده‌است.